# Цимлянский судомеханический завод

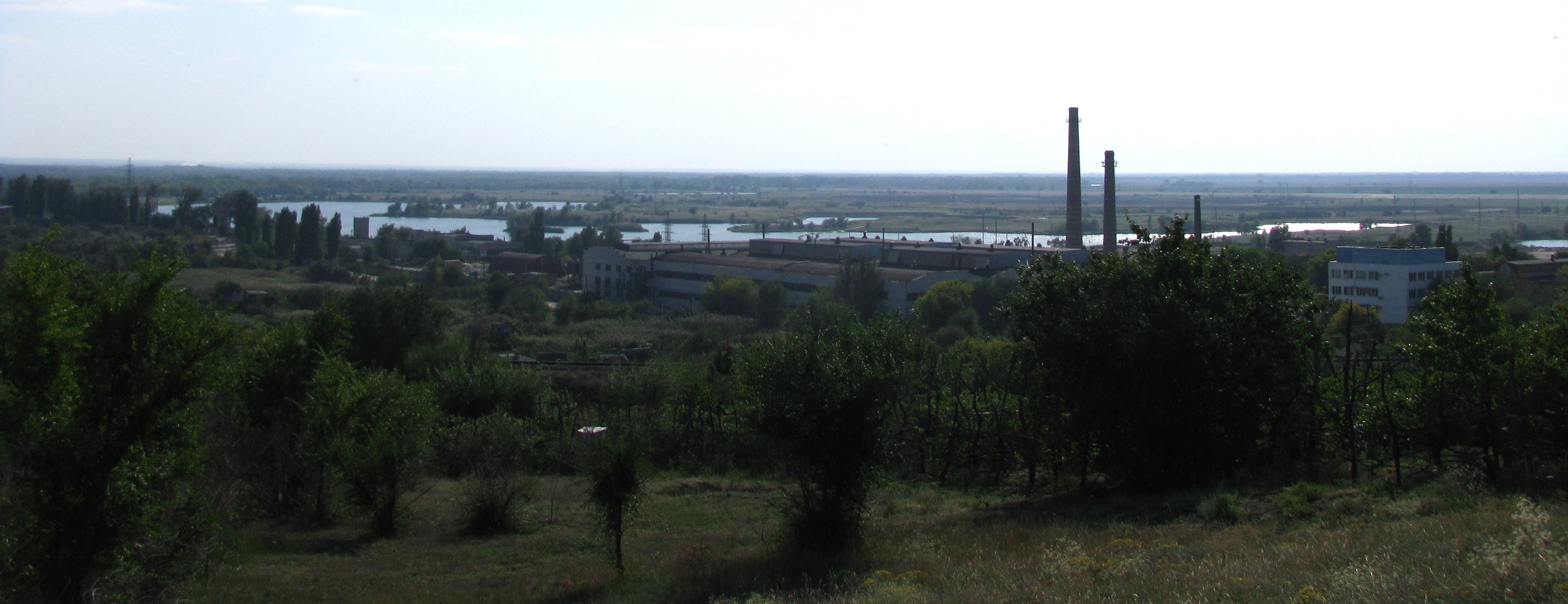
Вид на завод со стороны Цимлянска

АО «Цимлянский судомеханический завод» — судостроительное предприятие в городе Цимлянске Ростовской области. Специализируется на производстве дизельных и электрических земснарядов производительностью от 500 до 5000 м3/ч. Наряду с ОАО «Цимлянские вина» относится к числу бюджетообразующих компаний Цимлянского района.

## История
- АО «Цимлянский судомеханический завод» (АО «ЦСМЗ») основан в апреле 1945 года как ремонтно-механические мастерские (участок № 6) на строительстве Цимлянского гидроузла.

- В 1948 г была создана Главная Волго-Донская контора гидромеханизации Главгидростроя МВД СССР. В её состав вошли 12 участков, в том числе и участок № 6. К этому времени были построены два производственных корпуса и склады. В них разместили механический и сварочные цеха, боксы, котельную.

- В 1952 г после окончания основных работ на объектах Цимлянского гидроузла ремонтно-механичесике мастерские всех участков, кроме участков № 2 и № 6, были перебазированы на другие стройки. В следующем 1953 году участки № 2 и № 6 объединились в Новосоленовский строительно-монтажный участок, специализировавшийся на ремонте тракторов, бульдозеров, монтаже земснарядов МШД-250.

- В 1954 г. Новосоленовский участок был передан в ведение треста «Трансгидрострой» Минтрансстроя СССР. В 1959 г. он был переименован в Цимлянские ремонтно-механические мастерские «Трансгидростроя» Минтрансстроя СССР.

- С 1 сентября 1970 г. Цимлянские ремонтно-механические мастерские переименовываются в Цимлянский ремонтно-механический завод.

- В январе 1979 г. введён в строй новый литейный цех.

- В 1981 г. завод переименован в Цимлянский судомеханический завод.

- В 1985 г. была начата первая очередь реконструкции завода[2]

## Деятельность
Предприятие специализируется на производстве земснарядов, средств гидромеханизации и запасных частей к ним (грунтовые насосы, плавучие краны, потокообразователи, майнообразователи, шаровые соединения, звенья плавучего пульпопровода, запчасти к земснарядам), литья и изготовлении металлоконструкций.
Отдельным направлением деятельности предприятия является добыча песка на Дону с помощью собственного земснаряда.

## Производственные результаты
По итогам 2009 года построено пять земснарядов, одна плавбаза, произведено 1305 тонн литья. В 2010 году построено три земснаряда, одна плавбаза, произведено 750 тонн литья.

### Структура предприятия
Производственная площадь предприятия составляет 399 тыс. м2. Основные цеха завода: корпусно-сварочный, механо-сборочный, литейный, стапельный участок. Есть отделы главного механика (ОГМ), и главного энергетика (ОГЭ), а также вспомогательные производства (участки оснастки и инструмента). Имеется свой конструкторский отдел численностью около 2-3 человек и технологический отдел.